# Distrito de Viana do Castelo
O distrito de Viana do Castelo é um distrito português, localizado no noroeste do país. Limita a norte e a leste com a Espanha, a sul com o distrito de Braga e a oeste com o oceano Atlântico. O distrito toma o nome da cidade de Viana do Castelo.
Tem uma área total de 2 255 km², sendo o 18.° distrito com a maior área de todos os distritos nacionais. Em 2021 registou uma população de 231 266 pessoas, sendo o 13.° distrito mais populoso do país, que se dividem em 10 municípios e em 208 freguesias.

## Subdivisões
O distrito de Viana do Castelo subdivide-se nos seguintes 10 municípios:
| Brasão | Município             | População (2021) | Área (km²) | Densidade (hab./km²) | N.º Freg. |
| ------ | --------------------- | ---------------- | ---------- | -------------------- | --------- |
|        | Arcos de Valdevez     | 20 718           | 447,60     | 46                   | 36        |
|        | Caminha               | 15 797           | 136,52     | 116                  | 14        |
|        | Melgaço               | 7 773            | 238,25     | 33                   | 13        |
|        | Monção                | 17 816           | 211,31     | 84                   | 24        |
|        | Paredes de Coura      | 8 632            | 138,19     | 63                   | 16        |
|        | Ponte da Barca        | 11 044           | 182,11     | 61                   | 17        |
|        | Ponte de Lima         | 41 164           | 320,25     | 129                  | 39        |
|        | Valença               | 13 623           | 117,13     | 116                  | 11        |
|        | Viana do Castelo      | 85 778           | 319,02     | 269                  | 27        |
|        | Vila Nova de Cerveira | 8 921            | 108,47     | 82                   | 11        |

Na atual divisão principal do país, o distrito faz parte da Região do Norte, onde constitui a sub-região do Minho-Lima. Em resumo:
- Região do Norte
  - Alto Minho
    - Arcos de Valdevez
    - Caminha
    - Melgaço
    - Monção
    - Paredes de Coura
    - Ponte da Barca
    - Ponte de Lima
    - Valença
    - Viana do Castelo
    - Vila Nova de Cerveira

## População
| Número de habitantes | Número de habitantes | Número de habitantes | Número de habitantes | Número de habitantes | Número de habitantes | Número de habitantes | Número de habitantes | Número de habitantes | Número de habitantes | Número de habitantes | Número de habitantes | Número de habitantes | Número de habitantes | Número de habitantes | Número de habitantes |
| -------------------- | -------------------- | -------------------- | -------------------- | -------------------- | -------------------- | -------------------- | -------------------- | -------------------- | -------------------- | -------------------- | -------------------- | -------------------- | -------------------- | -------------------- | -------------------- |
| 1864                 | 1878                 | 1890                 | 1900                 | 1911                 | 1920                 | 1930                 | 1940                 | 1950                 | 1960                 | 1970                 | 1981                 | 1991                 | 2001                 | 2011                 | 2021                 |
| 203721               | 211519               | 213600               | 218525               | 231668               | 230122               | 232827               | 261133               | 279486               | 277748               | 251219               | 256814               | 250059               | 250275               | 244836               | 231266               |

## Património
- Lista de património edificado no distrito de Viana do Castelo

## Política

### Eleições legislativas
| Ano  | %       | D       | %    | D   | %      | D      | %       | D       | %           | D           | %   | D   | %    | D  | %    | D   | %    | D   | %   | D   | %    | D    | %   | D   | %       | D       | % | D | %  | D  | %  | D  |
| Ano  | PPD/PSD | PPD/PSD | PS   | PS  | CDS-PP | CDS-PP | MDP/CDE | MDP/CDE | PCP/APU/CDU | PCP/APU/CDU | UDP | UDP | AD   | AD | FRS  | FRS | PRD  | PRD | PSN | PSN | B.E. | B.E. | PAN | PAN | PSD CDS | PSD CDS | L | L | CH | CH | IL | IL |
| ---- | ------- | ------- | ---- | --- | ------ | ------ | ------- | ------- | ----------- | ----------- | --- | --- | ---- | -- | ---- | --- | ---- | --- | --- | --- | ---- | ---- | --- | --- | ------- | ------- | - | - | -- | -- | -- | -- |
| 1975 | 36,0    | 3       | 24,5 | 2   | 14,5   | 1      | 7,1     | –       | 3,8         | –           | –   | –   |      |    |      |     |      |     |     |     |      |      |     |     |         |         |   |   |    |    |    |    |
| 1976 | 32,7    | 3       | 25,6 | 2   | 23,5   | 2      |         |         | 6,6         | –           | 0,9 | –   |      |    |      |     |      |     |     |     |      |      |     |     |         |         |   |   |    |    |    |    |
| 1979 | AD      | AD      | 24,8 | 2   | AD     | AD     | APU     | APU     | 9,8         | –           | 0,9 | –   | 54,7 | 4  |      |     |      |     |     |     |      |      |     |     |         |         |   |   |    |    |    |    |
| 1980 | AD      | AD      | FRS  | FRS | AD     | AD     | APU     | APU     | 10,0        | –           | 0,6 | –   | 59,1 | 5  | 22,8 | 1   |      |     |     |     |      |      |     |     |         |         |   |   |    |    |    |    |
| 1983 | 32,6    | 3       | 32,5 | 2   | 18,4   | 1      | APU     | APU     | 9,9         | –           | 0,4 | –   |      |    |      |     |      |     |     |     |      |      |     |     |         |         |   |   |    |    |    |    |
| 1985 | 33,5    | 3       | 18,4 | 1   | 16,6   | 1      | APU     | APU     | 8,2         | –           | 1,0 | –   | 16,2 | 1  |      |     |      |     |     |     |      |      |     |     |         |         |   |   |    |    |    |    |
| 1987 | 54,4    | 5       | 20,2 | 1   | 7,7    | –      | 0,6     | –       | 6,2         | –           | 0,5 | –   | 4,8  | –  |      |     |      |     |     |     |      |      |     |     |         |         |   |   |    |    |    |    |
| 1991 | 56,8    | 4       | 25,2 | 2   | 7,2    | –      |         |         | 5,0         | –           | –   | –   | 1,1  | –  | 1,2  | –   |      |     |     |     |      |      |     |     |         |         |   |   |    |    |    |    |
| 1995 | 42,0    | 3       | 38,7 | 3   | 11,2   | –      | 4,5     | –       | 0,3         | –           |     |     | –    | –  |      |     |      |     |     |     |      |      |     |     |         |         |   |   |    |    |    |    |
| 1999 | 35,8    | 2       | 40,2 | 3   | 14,0   | 1      | 5,0     | –       |             |             | 0,3 | –   | 1,2  | –  |      |     |      |     |     |     |      |      |     |     |         |         |   |   |    |    |    |    |
| 2002 | 45,5    | 3       | 35,3 | 3   | 10,3   | –      | 3,5     | –       |             |             | 1,8 | –   |      |    |      |     |      |     |     |     |      |      |     |     |         |         |   |   |    |    |    |    |
| 2005 | 33,5    | 2       | 42,0 | 3   | 11,4   | 1      | 4,0     | –       | 4,5         | –           |     |     |      |    |      |     |      |     |     |     |      |      |     |     |         |         |   |   |    |    |    |    |
| 2009 | 31,3    | 2       | 36,3 | 3   | 13,6   | 1      | 4,2     | –       | 8,6         | –           |     |     |      |    |      |     |      |     |     |     |      |      |     |     |         |         |   |   |    |    |    |    |
| 2011 | 43,6    | 3       | 26,2 | 2   | 13,4   | 1      | 4,9     | –       | 4,4         | –           | 0,7 | –   |      |    |      |     |      |     |     |     |      |      |     |     |         |         |   |   |    |    |    |    |
| 2015 | CDS     | CDS     | 29,8 | 2   | PSD    | PSD    | 5,2     | –       | 8,0         | –           | 0,9 | –   | 45,5 | 4  | 0,4  | –   |      |     |     |     |      |      |     |     |         |         |   |   |    |    |    |    |
| 2019 | 33,8    | 3       | 34,8 | 3   | 6,2    | –      | 4,0     | –       | 8,5         | –           | 2,4 | –   |      |    | 0,6  | –   | 0,7  | –   | 0,6 | –   |      |      |     |     |         |         |   |   |    |    |    |    |
| 2022 | 34,2    | 3       | 42,1 | 3   | 3,4    | –      | 3,0     | –       | 3,5         | –           | 1,0 | –   | 0,7  | –  | 6,1  | –   | 2,9  | –   |     |     |      |      |     |     |         |         |   |   |    |    |    |    |
| 2024 | AD      | AD      | 28,2 | 2   | AD     | AD     | 2,2     | –       | 34,7        | 2           | 3,5 | –   | 1,4  | –  | 2,0  | –   | 18,6 | 1   | 3,6 | –   |      |      |     |     |         |         |   |   |    |    |    |    |

### Eleições autárquicas
| Eleição | Arcos de Valdevez | Arcos de Valdevez | Caminha | Caminha | Melgaço | Melgaço | Monção | Monção  | Paredes de Coura | Paredes de Coura | Ponte da Barca | Ponte da Barca | Ponte de Lima | Ponte de Lima | Valença do Minho | Valença do Minho | Viana do Castelo | Viana do Castelo | Vila Nova de Cerveira | Vila Nova de Cerveira |
| ------- | ----------------- | ----------------- | ------- | ------- | ------- | ------- | ------ | ------- | ---------------- | ---------------- | -------------- | -------------- | ------------- | ------------- | ---------------- | ---------------- | ---------------- | ---------------- | --------------------- | --------------------- |
| 1976    |                   | PPD               |         | PS      |         | PS      |        | CDS     |                  | PPD              |                | PPD            |               | CDS           |                  | PS               |                  | PPD              |                       | PPD                   |
| 1979    |                   | AD                |         | PS      | AD      |         | PS     | CDS     |                  | AD               |                | AD             |               | AD            |                  | AD               |                  | AD               |                       |                       |
| 1982    |                   | PPD/PSD           |         | PS      | PS      |         | PS     | CDS     | PPD/PSD          | AD               |                | AD             |               |               |                  | AD               |                  | AD               |                       |                       |
| 1985    |                   | PPD/PSD           | PPD/PSD | PS      | PS      |         | PS     | PPD/PSD | PPD/PSD          |                  | CDS            |                | PPD/PSD       |               | PPD/PSD          |                  |                  |                  |                       |                       |
| 1989    |                   | PPD/PSD           | PPD/PSD | PS      | PS      | PS      | PS     |         | PPD/PSD          | PS               | CDS            |                | PPD/PSD       |               |                  |                  |                  |                  |                       |                       |
| 1993    |                   | PPD/PSD           | PPD/PSD | PS      | PS      | PPD/PSD | PS     |         | PPD/PSD          | PS               | CDS            | PS             |               |               |                  |                  |                  |                  |                       |                       |
| 1997    |                   | PPD/PSD           | PS      | PS      | PS      | PPD/PSD | PS     |         | PS               | PS               | CDS            | PS             |               |               |                  |                  |                  |                  |                       |                       |
| 2001    |                   | PPD/PSD           | PS      | PPD/PSD | PS      | PPD/PSD | PS     |         | PS               | PS               | Ind.           | PS             |               |               |                  |                  |                  |                  |                       |                       |
| 2005    |                   | PPD/PSD           | PS      | PPD/PSD | PS      | PS      | PS     |         | PS               | PS               | CDS-PP         | PS             |               |               |                  |                  |                  |                  |                       |                       |
| 2009    |                   | PPD/PSD           | PS      | PPD/PSD | PS      | PS      | PS     | PPD/PSD |                  | PS               | CDS-PP         | PS             |               |               |                  |                  |                  |                  |                       |                       |
| 2013    |                   | PPD/PSD           | PS      | PS      | PS      | PS      | PS     | PPD/PSD |                  | Ind.             | CDS-PP         | PS             |               |               |                  |                  |                  |                  |                       |                       |
| 2017    |                   | PPD/PSD           | PPD/PSD | PS      | PS      |         | PS     | PPD/PSD | PPD/PSD          | Ind.             | CDS-PP         | PS             |               |               |                  |                  |                  |                  |                       |                       |
| 2021    |                   | PPD/PSD           | PPD/PSD | PS      | PS      | PS      | PS     |         | PPD/PSD          | PS               | CDS-PP         | PS             |               |               |                  |                  |                  |                  |                       |                       |